# Reuben Hersh
Reuben Hersh (New York-Bronx, 1927. december 9. – 2020. január 3.) amerikai matematikus. Elsősorban a matematika természetéről, gyakorlatáról és társadalmi hatásairól szóló írásairól ismert. Néha Reuben Laznovsky néven írt.

## Művei
- Hersh – Philip Davis: The Mathematical Experience (1981, 1999)
- Hersh – Philip Davis: Descartes' Dream: The World According to Mathematics (1986, 2005)
- What Is Mathematics, Really? (1997)
- Unconventional Essays on the Nature of Mathematics (2006, szerkesztő)
- Hersh – Vera John-Steiner: Loving and Hating Mathematics (2009)
- Experiencing Mathematics: What do we do, when we do mathematics? (2014)
- Peter Lax:  Mathematician (2015)

### Magyarul
- Philip J. Davis–Reuben Hersh: A matematika élménye; bev. Gian-Carlo Rota, ford. Székely J. Gábor; Műszaki, Bp., 1984
- A matematika természete; ford. Kepes János, Pócs Ádám, Csaba Ferenc; Typotex, Bp., 2000